# Хендриксон, Сью
Сью Хендриксон (англ. Susan Hendrickson, род. 2 декабря 1949) — американская исследовательница и коллекционер окаменелостей. Хендриксон наиболее известна своим открытием ископаемых остатков тираннозавра 12 августа 1990 года в заповеднике реки Шайенн в Южной Дакоте. Её открытие — один из самых полных скелетов тираннозавра, известных науке. Этот скелет теперь известен как «Сью» в её честь. Он выставлен в Филдовском музее в Чикаго, штат Иллинойс. Сью также нашла другие важные окаменелости и артефакты по всему миру.

## Ранние годы
Хендриксон родилась в Чикаго, штат Иллинойс, в семье Ли и Мэри Хендриксон; её семья вскоре переехала в соседний Манстер, штат Индиана, где она выросла. У Сью есть старший брат Джон и младшая сестра Карен. Её отец был успешным агентом по закупкам на железной дороге, а мать работала в American Airlines.
В 1955 году Хендриксон была зачислена в государственную начальную школу Мюнстера, и учителя часто хвалили её как «хорошую ученицу и послушного ребёнка». Однако в конце концов ей наскучила школа в Манстере, и в 16 лет она смогла убедить родителей позволить ей остаться с тётей во Флориде, где она поступила в среднюю школу Форт-Лодердейла. Авантюрный и мятежный подросток, Хендриксон так и не закончила среднюю школу, бросив учёбу в возрасте 17 лет, чтобы переезжать из штата в штат со своим парнем, прежде чем поселиться во Флориде, где её наняли два профессиональных дайвера, которые занялись бизнесом по выращиванию аквариумных рыбок. Сильная пловчиха, которая когда-то была в школьной команде по плаванию, Хендриксон быстро научилась нырять и начала собирать тропических рыб у Флорида-Кис, чтобы продавать их аквариумистам и зоомагазинам.
Помимо работы ныряльщицей, Хендриксон также часть года работала ловцом омаров, а летом иногда брала отпуск, чтобы добровольно участвовать в палеонтологических раскопках. Позже она переехала в Сиэтл, получила диплом GED и подумывала о поступлении в Вашингтонский университет, чтобы получить степень в области морской биологии, но передумала, покинув Сиэтл через год и вернувшись во Флориду, чтобы продолжить свою карьеру в области дайвинга.

## Карьера
В 1963 году у Хендриксон был большой круг друзей в дайверском бизнесе, и однажды её пригласили принять участие в дайвинг-экспедиции у берегов Флорида-Кис, которую она с энтузиазмом предприняла. Её работа заключалась в том, чтобы достать ценные строительные материалы, которые хранились на грузовом судне, севшем на мель на коралловом рифе. Продолжая свою работу, Хендриксон исследовала старые затонувшие корабли, а затем отправилась в Доминиканскую Республику. Она увлеклась работой в компании археологов и полюбила эту страну, часто посещая остров.
К середине 1980-х годов Хендриксон также пыталась добывать янтарь в горах Доминиканы. Она стала одним из крупнейших поставщиков янтаря для учёных. Хендриксон также нашла трёх отлично сохранившихся бабочек возрастом 23 миллиона лет, которые составляют половину всей мировой коллекции. Хотя она нашла эту работу слишком монотонной, чтобы заниматься ею полный рабочий день, написав, что «вы можете копать месяцами и ничего не найти в доминиканских пещерах», она продолжала изучать палеоэнтомологию, став экспертом по идентификации окаменелых насекомых.

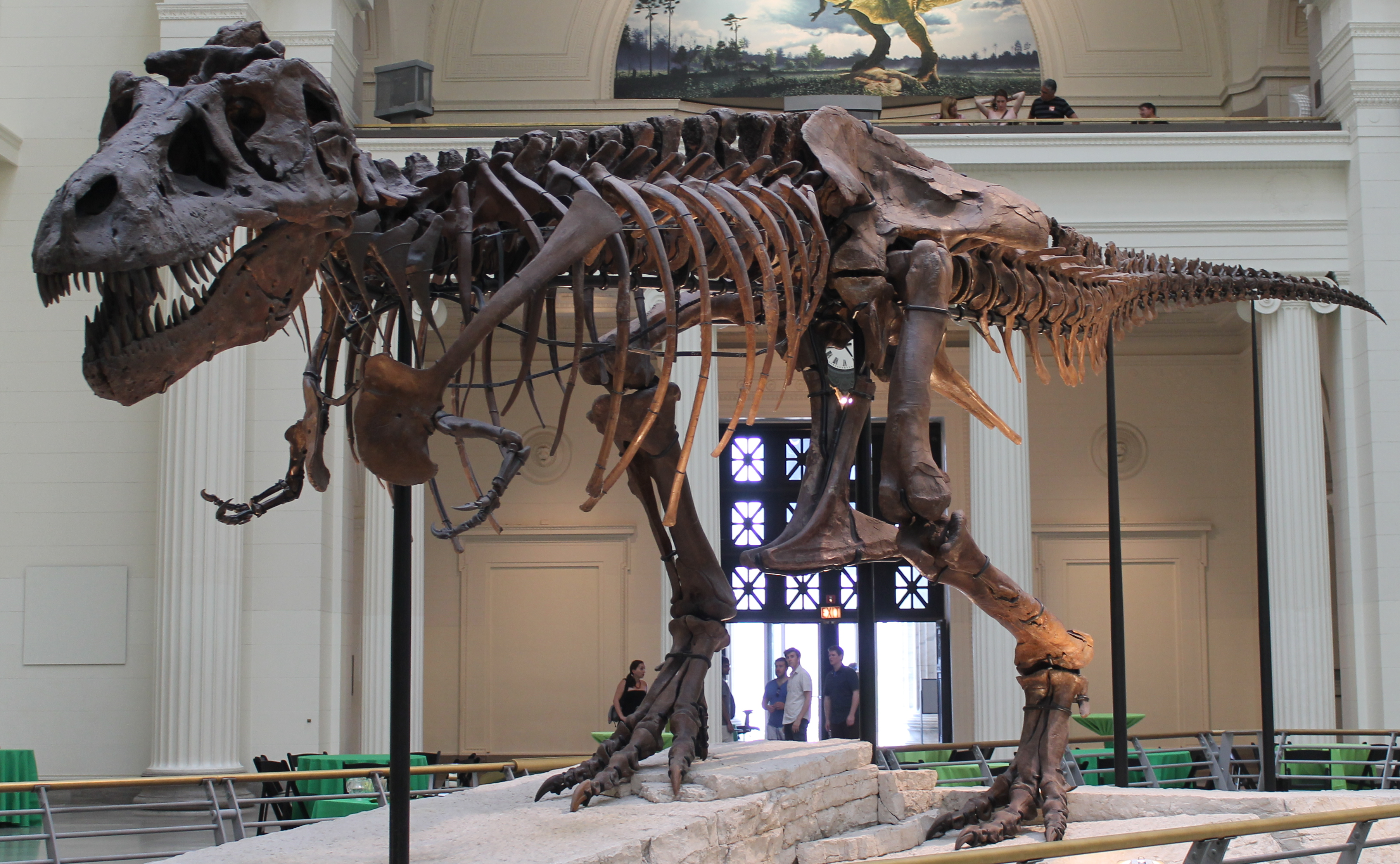
Особь тираннозавра, найденная Сью Хендриксон

Она также познакомилась со швейцарским палеонтологом Кирби Сибером, который позволил ей присоединиться к его команде, состоящей из палеонтологов Карлоса Мартина и Питера Ларсона. Группа начала раскопки окаменелостей миоценовых усатых китов на древнем морском дне в Перу, и Хендриксон присоединилась к команде на несколько лет, обнаружив окаменелых дельфинов, тюленей и акул. Позже она сопровождала Ларсона в Институте Блэк-Хиллз в Южной Дакоте. К этому времени её главной страстью стала палеонтология. 12 августа 1990 года, исследуя скалу в Южной Дакоте с командой из Института Блэк-Хиллз, она обнаружила экземпляр тираннозавра рекса — самого большого, наиболее полного и лучше всего сохранившегося тираннозавра из когда-либо найденных. Образец позже был назван «Сью» в её честь.
В 1992 году Хендриксон присоединилась к группе морских археологов во главе с Франком Годдио. С ними она принимала участие во многих водолазных экспедициях, наиболее заметными из которых были Королевские кварталы Клеопатры и потерянный в битве у Нила флот Наполеона Бонапарта.
В 2005 году журнал Glamour удостоил её награды «Гламурная женщина года». В 2010 году она опубликовала автобиографию под названием «Охота за прошлым: моя жизнь исследователя» (Нью-Йорк, штат Нью-Йорк: Scholastic, Inc.). В 2008 году она была представлена в главе «Не бойтесь исследовать» журнала National Geographic Kids.
Хендриксон живёт на острове Гуанаха у берегов Гондураса. Она является членом Палеонтологического общества, Клуба первооткрывателей, Общества исторической археологии, удостоена звания почётного доктора философии Университета Иллинойса в Чикаго в 2000 году.